# Man on the Run (album)
Man on the Run è il sesto album discografico in studio del gruppo musicale alternative rock britannico Bush, pubblicato nel 2014.

## Sviluppo
La band ha trascorso due anni in tour a sostegno del loro album precedente, "The Sea of Memories", prima di tornare in studio nel 2013 per registrare nuova musica. Il chitarrista-cantante Gavin Rossdale ha scritto la maggior parte di Man on the Run nel suo studio a Los Angeles. In un'intervista con Yahoo! Musica pubblicata il 19 agosto 2014, Rossdale ha descritto il processo di scrittura dell'album:
"Dicono che la cosa più difficile per un cantautore sia trovare l'ispirazione perlo scrivere : mi sento ancora "inesperto" nei confronti della musica, quindi è sempre un processo naturale scrivere molte canzoni, è un grande viaggio di scoperta. Mi diverto a farlo, adoro il mio lavoro, mi tuffo dentro. Ho una raccolta di testi che ho scritto negli ultimi due anni ... Ho un file e ogni giorno mi immergo in questo e e quello e vedo se c'è qualcosa che posso salvare, poi penso al tempo e alla sensazione delle canzoni e al modo in cui si adatta al mio umore per quel giorno."
Rossdale dice che l'album è stato scritto con il live show della band in mente. In un'intervista con USA Today, ha dichiarato, "Ogni canzone che scrivo deve essere in grado di coesistere con alcune grandi canzoni nella nostra scaletta che le persone sono arrivate ad accettare come parte del tessuto dei Bush. Non c'è una canzone su il nuovo disco che non verrà tradotta dal vivo."
Riguardo all'approcio all'album, Rossdale ha detto:
"Mi sono avvicinato all'intero disco dal punto di vista dal vivo, pensando alla Electronic dance music e domandandomi il perché ci si perde nella EDM. Cos'è, una tribù? Che cosa sta succedendo lì? È quel momento quando ad Ibiza dove 10.000 persone sollevano le mani in alto, nell'aria e si perdono nella musica diventando una cosa sola."
A causa di problemi logistici di programmazione, le sessioni di registrazione dell'album sono state suddivise tra lo Studio 606 a Los Angeles e la NRG Recording Studios a North Hollywood, in California. Le canzoni dello Studio 606 sono state prodotte da Nick Raskulinecz, mentre le tracce registrate al NRG sono state prodotte da Jay Baumgardner. Con il background di Raskulinecz nel metal e nell'hard rock, Rossdale dice che pensava che Raskulinecz "non mi avrebbe mai permesso di diventare troppo sentimentale, sonicamente o liricamente, pensavo che avrebbe mantenuto un'approcio muscoloso, vivo e selvaggio, che è quello che volevo veramente". Durante la registrazione, la band ha combinato suoni futuristici usando la moderna tecnologia da studio pur avendo una "mentalità da garage", usando chitarre vintage e vecchi amplificatori.
Rossdale ha inoltre dichiarato a Rolling Stone che il titolo è "inteso come una sensazione generale riguardante una parte della mia vita e riguardo alle persone che ho incontrato. Sembra che le porte si chiudano sempre e tutti stiano cercando di chiudersi in se stessi. Ho sempre avuto la sensazione che tutti siano in fuga..."

## Tracce
Tutte le tracce sono scritte da Gavin Rossdale.
1. Just Like My Other Sins – 3:24
2. Man On the Run – 4:23
3. The Only Way Out – 3:22
4. The Gift – 4:49
5. This House Is On Fire – 5:15
6. Loneliness Is a Killer – 5:17
7. Bodies In Motion – 4:54
8. Broken In Paradise – 4:18
9. Surrender – 4:56
10. Dangerous Love – 4:51
11. Eye of the Storm – 5:13
12. Let Yourself Go (Bonus Track) – 4:48
13. Speeding Through The Bright Lights (Bonus Track) – 5:09
14. The Golden Age (Bonus Track) – 5:45

## Formazione
- Gavin Rossdale - chitarra, voce
- Chris Traynor - chitarra
- Robin Goodridge - batteria
- Corey Britz - basso